# I Spit on Your Grave
I Spit on Your Grave (titulada originalment Day of the Woman) és una pel·lícula de violació i venjança de terror estatunidenca del 1978 editada, escrita i dirigida per Meir Zarchi. La pel·lícula explica la història de Jennifer Hills (Camille Keaton), una escriptora de ficció resident a la ciutat de Nova York que es venja de cadascun dels seus turmentadors després que quatre homes la violin en grup i la deixin per morta.
La pel·lícula destaca per la seva polèmica representació d'una violència gràfica extrema, especialment les llargues representacions de violacions en grup, que ocupen 30 minuts de durada de la pel·lícula. Durant el seu llançament més ampli, va ser qualificat de "video nasty" al Regne Unit, i va ser objectiu de la censura per part dels organismes encarregats de la pel·lícula. Com a tal, el crític de cinema Roger Ebert es va convertir en un dels detractors més notables de la pel·lícula, anomenant-la "una vil bossa d'escombraries". La pel·lícula continua sent molt controvertida fins als nostres dies, fins i tot sent considerada com una de les pitjors pel·lícules mai fetes. Per a alguns, és aquesta controvèrsia la que ha fet que es consideri un clàssic de culte. algrat la controvèrsia i les crítiques negatives, l'actuació de Camille Keaton va ser elogiada per la crítica. El 2010, la pel·lícula fou inclosa a la llista "Top 10 Ridiculously Violent Movies" de la revista Time.
La pel·lícula va generar el 2010 un remake, que des de llavors ha generat dues seqüeles pròpies: I Spit on Your Grave 2 (2013) i I Spit on Your Grave III: Vengeance Is Mine (2015). Una seqüela directa, I Spit on Your Grave: Deja Vu, es va estrenar el 2019 amb Zarchi i Keato. A les seves memòries Inside Out, Demi Moore va confirmar que és la dona poc vestida del cartell de la pel·lícula, posant amb l'esquena girada.

## Argument
L'escriptora de contes Jennifer Hills viu a Manhattan i lloga una casa de camp aïllada a Kent (Connecticut) prop del riu Housatonic al camp del comtat de Litchfield per escriure per primera vegada una novel·la. L'arribada de la jove atractiva i independent crida l'atenció de Johnny Stillman, el gerent de la benzinera, i de Stanley Woods i Andy Chirensky, dos homes a l'atur. Matthew Duncan, que té una discapacitat mental lleu, li fa la compra a Jennifer. Matthew és amic dels altres tres homes i els informa de la bella dona que acaba de conèixer, afirmant que li va veure els pits.
L'Stanley i l'Andy comencen a creuar per la casa de camp amb el seu vaixell i ronden per la casa a la nit. Un dia, els homes ataquen a Jennifer. Ella s'adona que planegen el seu segrest perquè Matthew pugui perdre la seva virginitat. Ella lluita, però els tres homes li arrenquen el biquini i l'agafen. Matthew es nega a violar Jennifer per respecte i pietat per ella, així que Johnny i Andy la violen. Després de tornar a casa seva, l'ataquen de nou. Matthew finalment la viola després de beure alcohol. Els altres homes ridiculitzar el seu llibre i arrenquen pàgines del manuscrit, i Stanley l'agredeiex sexualment violentament. Ella es desmaia; Johnny s'adona que ella és testimoni dels seus crims i ordena a Matthew que l'assassini. En Matthew no pot apunyalar-la, així que li posa el ganivet a la sang i després torna amb els altres homes, afirmant que l'ha matat.
En els dies següents, una Jennifer traumatitzada es torna a trobar el seu manuscrit i ella mateixa. Va a l'església i demana perdó pel que pensa fer. Els homes s'assabenten que Jennifer ha sobreviscut i colpegen Matthew per haver-los enganyat. Jennifer truca una comanda de queviures, sabent que en Matthew la lliurarà. Pren les queviures i un ganivet. A la cabana, Jennifer l'indueix a tenir sexe amb ella sota un arbre. Aleshores el penja i deixa caure el seu cos al llac.
A la benzinera, Jennifer li dirigeix seductorament a Johnny perquè entri al seu cotxe. Ella s'atura a mig camí de casa seva, li apunta una pistola i li ordena que es tregui tota la roba. Johnny insisteix que les violacions van ser culpa seva perquè va atraure els homes desfilant amb roba reveladora. Ella fingeix creure-ho i el convida a tornar a la seva cabana per a un bany calent, on el masturba. Quan Johnny esmenta que Matthew ha estat desaparegut, Jennifer afirma que ella el va matar; quan s'acosta a l'orgasme, ella agafa el ganivet que Matthew porta sobre i talla els genitals de Johnny. Ella surt del bany, tanca la porta amb clau i escolta música clàssica mentre en Johnny crida, sagnant fins a morir. Després de morir, ella llença el seu cos al soterrani i li crema la roba a la llar de foc.
Stanley i Andy s'assabenten que Johnny ha desaparegut i porten el seu vaixell a la cabina de Jennifer. Andy cau a terra amb una destral. Jennifer neda cap al vaixell i empeny Stanley per la borda. Andy intenta atacar-la però ella s'escapa amb la destral. Andy surt nedant per rescatar Stanley, però Jennifer enfonsa la destral a l'esquena d'Andy, matant-lo. Stanley es mou cap al vaixell i agafa el motor per pujar a bord, suplicant a Jennifer que no el mati. Ella repeteix l'ordre que li va fer durant les agressions sexuals, "Xupa-la, puta!", i després engega el motor i l'esbudella amb l'hèlix mentre s'allunya.

## Repartiment
- Camille Keaton com a Jennifer Hills
- Eron Tabor com Johnny Stillman
- Richard Pace com a Matthew Duncan
- Anthony Nichols com Stanley Woods
- Gunter Kleemann com a Andy Chirensky
- Alexis Magnotti com Becky Stillman, l'esposa de Johnny
- Tammy Zarchi com Melissa Stillman, la filla de Johnny
- Terry Zarchi com Johnny Stillman Jr., Johnny's Son
- Traci Ferrante com a cambrera
- William Tasgal com a Porter
- Isaac Agami com a carnisser
- Ronit Haviv com a noia del supermercat

## Producció

### Guió
La inspiració per a I Spit on Your Grave ve d'una trobada que l'escriptor i director Meir Zarchi va tenir en 1974 amb una jove que va ser violada i colpejada per dos homes en un parc a la ciutat de Nova York. La idea no va començar a desenvolupar-se del tot fins que Yuri Haviv, el director de fotografia de la pel·lícula, va convidar Zarchi a passar el cap de setmana a una casa d'estiu que havia llogat a Kent (Connecticut) que conté a prop una extensió del riu Housatonic. Zarchi finalment va triar rodar en aquests llocs perquè proporcionaven un ambient tranquil per l'antiheroïna de la pel·lícula, Jennifer Hills. Va passar quatre mesos escrivint el guió, la major part de que va ser escrit a la seva ruta habitual del Metro fins a la seva oficina a Times Square i de tornada a casa on la seva dona després mecanografiava les pàgines manuscrites al vespre. La màquina d'escriure que havia utilitzat la seva dona es veu a la pel·lícula com la mateixa que Jennifer utilitza per completar el seu manuscrit.

### Càsting
Per triar a les estrelles, Zarchi va publicar un anunci publicitari a la revista Backstage que buscava a una dona i quatre homes de 20 anys per a protagonitzar una producció de baix pressupost. Camille Keaton va ser una de les més de 4,000 actrius que van audicionar per al paper de Jennifer. Zarchi va organitzar una entrevista per Keaton i va descobrir que era una "actriu experimentada" i també "bella i fotogènica". Després d'una sèrie d'audicions per provar la idoneïtat de Keaton per al paper, Zarchi estava convençut que pot interpretar-lo de manera efectiva.

## Estrena
Zarchi no va poder trobar un distribuïdor, així que va distribuir la pel·lícula ell mateix. Va representar una sèrie de compromisos en autocinemes rurals, però només durant breus tirades cada vegada, i Zarchi amb prou feines va recuperar el que va gastar en publicitat. El 1980, va ser recollit per a la seva distribució per la Jerry Gross Organization. Una condició d'aquesta reedició era que poguessin canviar el títol pel que volguessin. Va ser en aquest moment que la pel·lícula es va retitular I Spit on Your Grave. La pel·lícula no es va estrenar en cinemes al Regne Unit i només es va estrenar en vídeo domèstic en aquest país.

### Rendiment comercial
En una entrevista de 1984 amb Fangoria, Zarchi va dir que 20 milions de persones a tot el món van veure I Spit on Your Grave'. La pel·lícula va tenir un mal rendiment a la taquilla, però va aconseguir un cert èxit en les vendes de videocassettes. I Spit on Your Grave va assolir el número 24 al Billboard de 1981 a la llista de títols més venuts. La pel·lícula es va mantenir al Top Forty de Billboard Video Cassette durant 14 setmanes consecutives i va guanyar el premi número u de videocassette més venut per sobre de pel·lícules més populars com El violinista a la teulada, El padrí II i Grease. El 1982, I Spit on Your Grave s'havia publicat en vídeo sis vegades als Estats Units a causa de la gran demanda.El 1984, Zarchi va dir: "Vaig descobrir que dels milions de màquines de vídeo a Anglaterra, potser hi ha una sola casa que no hagi vist I Spit on Your Grave."

## Recepció crítica
I Spit on Your Grave va rebre crítiques universalment negatives de la crítica. El crític de cinema Roger Ebert s'hi va referir com "una vil bossa d'escombraries... sense cap pinzella de distinció artística", i va afegir que "Assistir-hi va ser una de les experiències més deprimentes de la meva vida." Va esmentar a la seva ressenya que una membre femenina del públic (una de les moltes persones que parlaven aleatòriament en veu alta) tenia "solidaritat feminista per l'heroïna de la pel·lícula". Va escriure: "Volia preguntar si s'havia horroritzat per l'hora d'escenes de violació de la pel·lícula". Ebert també va ser un dels molts que va citar la mala qualitat de producció de la pel·lícula com una debilitat a més de les escenes que va trobar ofensives, i va afirmar que "La història de I Spit on Your Grave està explicada amb una senzillesa estúpida. Es mostren aquests esdeveniments horribles amb un mínim absolut de diàlegs, tan mal enregistrats que sovint no es poden escoltar. No s'intenta desenvolupar la personalitat dels personatges: són, senzillament, una noia i quatre homes, un d'ells retardat mental. La pel·lícula. és ni més ni menys que una sèrie d'atacs a la noia i després els seus atacs als homes, interromputs només per una escena increïblement grotesca i inadequada en què entra a una església i demana perdó pels assassinats que té previst cometre." Ebert també la va incloure a la seva llista "més odiada" i va considerar que era la pitjor pel·lícula mai feta. Tant Ebert com el seu company crític Gene Siskel va criticar la pel·lícula al seu programa de televisió Sneak Previews. En un episodi posterior, Siskel i Ebert van triar la pel·lícula com la pitjor pel·lícula de l'any 1980, amb Ebert dient el famós: "La gent que va fer aquesta pel·lícula hauria d'estar avergonyida de si mateixa, i també la gent que la va reservar i la gent que l'ha anat a veure: és realment una pel·lícula inhumana i malalta." Siskel s'uniria a Ebert per anomenar la pel·lícula una de les pitjors mai fetes.
El crític Luke Y. Thompson de The New Times va afirmar que "els defensors de la pel·lícula han argumentat que en realitat és pro-dona, a causa del fet que la protagonista femenina guanya al final, que és com dir que les baralles de galls són a favor del gall perquè sempre en queda un". El crític de cinema Mark Kermode ha opinat que és "profundament, profundament problemàtica en el millor dels temps" i no és tan interessant com les pel·lícules d'explotació anteriors com ara L'última casa de l'esquerra. El crític David Keyes la va anomenar la pitjor pel·lícula de la dècada de 1980.
Un col·laborador de Encyclopedia of Horror assenyala que la pel·lícula va atreure molt debat a favor i en contra, sovint involucrant persones que clarament no havien vist la pel·lícula. "Els homes són tan grollerament poc atractius i les violacions tan esgarrifoses, llargues i presentades de forma crua que és difícil imaginar-se que la majoria dels espectadors masculins s'identifiquin amb els autors, especialment pel que fa a l'estructura narrativa i la posada en escena de la pel·lícula obliguen l'espectador a veure l'acció des del punt de vista de Keaton. A més, no hi ha cap suggeriment que ella ho va demanar" o ho va gaudir, excepte, és clar, en les pròpies percepcions dels violadors, de les quals la pel·lícula té cura de distanciar-se." L'autor continua que les escenes de venjança van ser "grotescament malinterpretades per alguns crítics", i Jennifer només "fingeix haver gaudit de la violació per atreure els homes a la seva destrucció", i que en aquestes escenes la pel·lícula critica "arguments masculins coneguts sobre que les dones ‘es defensen elles soles' com a "retòrica simplement sexista i autoexcusable i es presenten amb força claredat com a tals".

### Recepció posterior
La crítica inicial va ser seguida de revaloritzacions de la pel·lícula. L'article de Michael Kaminski del 2007 per al lloc web Obsessed with Film, titulat "Is I Spit on Your Grave Really a Malcompressed Feminist Film?" argumenta que, si s'entén dins del context en què el director Zarchi es va inspirar per fer-la, la pel·lícula pot ser igual d'adequada per analitzar-la com a "compliment de desigs feministes" i un vehicle d'expressió personal que reacciona a la violència contra les dones.
Carol J. Clover va fer una reavaluació al tercer capítol del seu llibre de 1992 Men, Women, and Chainsaws. Clover assenyala que ella i altres com ella "aprecien, encara que de mala gana, la manera en què la senzillesa brutal [de la pel·lícula] exposa una font principal de la cultura popular". Clover argumenta a més que les simpaties de la pel·lícula són totalment amb Jennifer, que el públic masculí s'ha d'identificar amb ella i no amb els atacants, i que el punt de la pel·lícula és una identificació masoquista amb el dolor que s'utilitza per justificar la sagnant catarsi de la venjança. Clover va escriure que, segons la seva opinió, la pel·lícula té un deute amb Deliverance. La feminista britànica Julie Bindel, que va participar en piquets fora dels cinemes de Leeds quan es va estrenar la pel·lícula, ha dit que ella estava equivocada amb la pel·lícula i que és una pel·lícula feminista.
A l'agregador de ressenyes Rotten Tomatoes, I Spit on Your Grave té una puntuació d'aprovació del 53%, basada en 36 ressenyes, i una puntuació mitjana de 5,4/10. El seu consens diu: "I Spit on Your Grave és tan agressivament explotadora com suggereix el seu títol, tot i que com a crua rèplica a la misogínia, té una certa quantitat de poder innegable."

## Controvèrsia
La pel·lícula va provocar una controvèrsia i una reacció significativa per la seva violència gràfica, especialment l'escena de la violació, amb feministes protestant per la pel·lícula i gent acusant la pel·lícula de glorificar la violació. La Motion Picture Association of America va intentar evitar que els productors de la pel·lícula fessin servir la classificació R. Després que l'associació atorgués a I Spit on Your Grave una qualificació R, el productor de la pel·lícula va afegir escenes de violació, convertint-la en una pel·lícula amb classificació X. En una entrevista a Fangoria, el director Meir Zarchi va dir com a resposta a la reacció: 
| « | "Francament, no em preocupa si rep mala premsa o no. No em toca d'una manera ni de l'altra. Si em dius que no li agrada al públic i que a la crítica li agrada, llavors vol dir que alguna cosa hem fet malament. A qui estic arribant? Tres-cents crítics als Estats Units, o 2.000 a tot el món? Realment és el públic el que compta, els 20 milions que han vist la pel·lícula arreu del món." | » |

### Prohibicions internacionals
Moltes nacions, incloses Irlanda, Noruega, Islàndia i Alemanya Occidental, van prohibir la pel·lícula per complet, afirmant que "glorificava la violència contra les dones". Canadà va prohibir inicialment la pel·lícula, però a la dècada de 1990 va decidir permetre que les seves províncies individuals decideixin si permeten la seva estrena. Des de 1998, algunes províncies (com ara Manitoba, Nova Escòcia i Quebec) han estrenat la pel·lícula, amb una qualificació que reflecteix el seu contingut.
La versió estatunidenca censurada de la pel·lícula es va estrenar a Austràlia el 1982 amb una qualificació R 18+. El 1987, la pel·lícula va sobreviure a una crida per prohibir-la. Es va continuar venent fins al 1997, quan una altra reclassificació va provocar la seva prohibició a Austràlia. El 2004, la versió completa sense tallar va rebre una R 18+, aixecant la prohibició de set anys. L'Oficina de Classificació de Cinema i Literatura va justificar aquesta decisió raonant que la castració no és violència sexual (la llei de censura australiana prohibeix l'estrena de pel·lícules que representen escenes de violència sexual com a acceptables o justificades).
Al Regne Unit, la pel·lícula va rebre un certificat de cinema per part dels censors britànics. No obstant això, com que les pel·lícules en vídeo no necessitaven certificats de censor en aquell moment, es va publicar en vídeo domèstic, on la premsa va qualificar de "video nasty". Va aparèixer a la llista de pel·lícules processables del Director of Public Prosecutions fins al 2001 quan es va publicar una versió molt retallada que editava àmpliament les escenes de violació amb un certificat 18. Els talls es van reduir considerablement de 7 minuts i 2 segons en el llançament del 2001 a 2 minuts i 54 segons en el llançament del 2011, de manera que només les escenes de violació que se centren en la nuesa de Jennifer s'han prohibit des del llançament del 2011.
A Nova Zelanda, la versió sense tallar de la pel·lícula (102 minuts) es va classificar el 1984 com a R20 amb la nota descriptiva, "Conté violència gràfica, el contingut pot molestar". Altres versions amb temps de funcionament més curts (96 minuts) també es van classificar els anys 1984 i 1985 i van rebre la mateixa classificació.
L'Irish Film Classification Office ha tornat a prohibir la venda de la pel·lícula. Després d'haver estat prohibida durant molts anys al país, la nova edició Blu-ray i DVD sense censura s'ha prohibit la compra pels minoristes a causa de la naturalesa de la pel·lícula.

### La inspiració de Zarchi i les respostes a les crítiques
En el comentari de l'edició Millennium, Zarchi va dir que es va inspirar per produir la pel·lícula després d'ajudar una dona jove que havia estat violada a Nova York. Explica com ell, un amic i la seva filla anaven conduint per un parc quan van veure com una jove s'arrossegava dels arbustos nua i sagnada (més tard es va assabentar que la jove estava agafant una drecera comuna a casa del seu xicot quan va ser atacada).. Van recollir la noia traumatitzada, van tornar la filla a casa i ràpidament van decidir que era millor portar-la a la policia en lloc d'un hospital, perquè els atacants s'escaparien i trobarien més víctimes.
Ràpidament van decidir que havien pres la decisió equivocada; l'agent, que Zarchi va descriure com "no apte per portar l'uniforme", va retardar el seu transport a l'hospital i, en canvi, va insistir que fes tràmits com ara donar el seu nom complet (i l'ortografia), tot i que se li havia trencat la mandíbula i ella gairebé no podia parlar. Zarchi va insistir que l'oficial la portés a l'hospital i finalment va complir. Poc després, el pare de la dona va escriure tant a Zarchi com al seu amic una carta d'agraïment per ajudar a la seva filla. El pare va oferir una recompensa, que Zarchi va rebutjar.
En el mateix comentari, Zarchi va negar que la pel·lícula fos explotadora i que la naturalesa violenta de la pel·lícula fos necessària per explicar la història. Va descriure l'actriu Camille Keaton com a "valenta" per assumir el paper.

## Seqüeles i remake
La pel·lícula va ser seguida per una seqüela no oficial, Savage Vengeance (la targeta del títol de la pel·lícula estava mal escrita com a Savage Vengance) (1993) en què Camille Keaton (sota l'àlies de Vickie Kehl per motius desconeguts) reprèn el paper de Jennifer. No obstant això, no es van utilitzar escenes de I Spit on Your Grave per als flashbacks. La durada de la pel·lícula va ser de només 65 minuts i va rebre crítiques extremadament negatives tant de crítics com de fans.
CineTel Films va adquirir els drets per refer I Spit on Your Grave, que va tenir una estrena a les sales de Halloween 2010 arreu del món. El remake va ser produït pel president i conseller delegat de CineTel, Paul Hertzberg i Lisa Hansen, amb Jeff Klein, Alan Ostroff, Gary Needle i Zarchi com a productors executius. Steven R. Monroe la va dirigir, amb la nouvinguda Sarah Butler com a Jennifer. La següent I Spit on Your Grave 2 es va estrenar el 20 de setembre de 2013, protagonitzada per Jemma Dallender, Joe Absolom, Yavor Baharov i Aleksandar Alekiov. Va ser dirigida per Steven R. Monroe i escrita per Thomas Fenton i Neil Elman. Una segona seqüela, I Spit on Your Grave III: Vengeance Is Mine, va arribar el 2015.
La seqüela oficial I Spit on Your Grave: Deja Vu, dirigida pel director original Meir Zarchi, es va acabar l'octubre de 2016 amb Camille Keaton repetint el seu paper de Jennifer Hills.

## Mitjans domèstics
La pel·lícula fou editada per primer cop en Blu-ray el 20 de setembre de 2010al Regne Unit per 101 Films. Va ser llançada en una "edició de col·leccionista definitiva", que contenia la pel·lícula tant en Blu-ray com en DVD, un llibret per a col·leccionistes i un pòster. En aquell moment era la versió més completa llançada al Regne Unit, però no estava sense tallar: es van requerir retallades de gairebé tres minuts per a una qualificació "18" a les escenes de violació (les versions anteriors del Regne Unit es van reduir en més de set minuts). També es va estrenar juntament amb el remake en una 'edició limitada per a col·leccionistes' el 7 de febrer de 2011 al Regne Unit. Es va tornar a enviar per al Regne Unit en DVD el 2020, i es va aprovar amb talls menors, aquesta vegada amb un total d'1 min 41 segons. Va ser llançat el 8 de febrer de 2011 als Estats Units de Starz/Anchor Bay Entertainment. A Austràlia, la pel·lícula es va estrenar el 16 de març de 2011 com a edició "Director's Cut". La pel·lícula es va estrenar el 4K UHD el 26 d'octubre de 2021.